# 玛利亚希尔夫

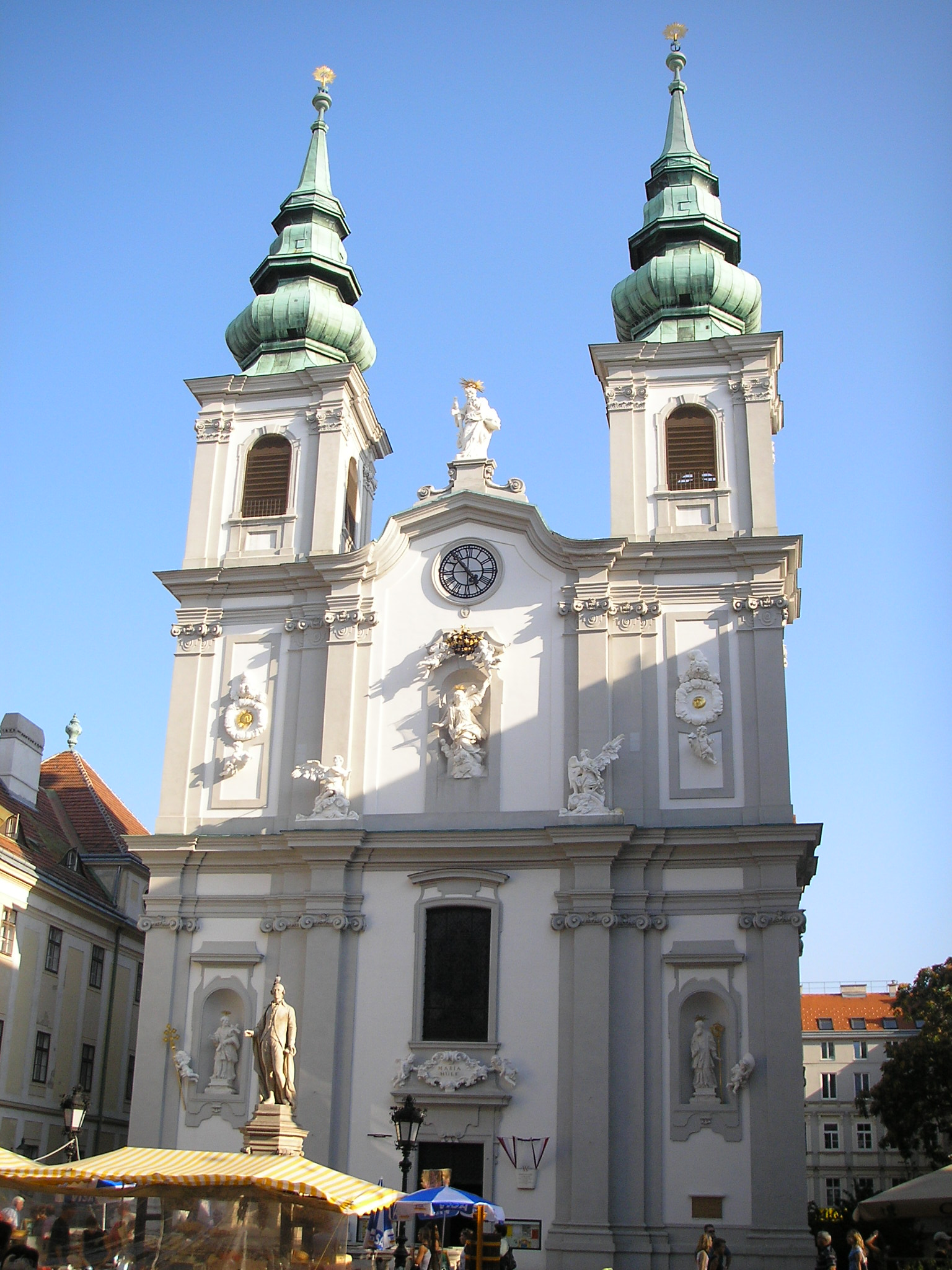
玛利亚希尔夫教堂

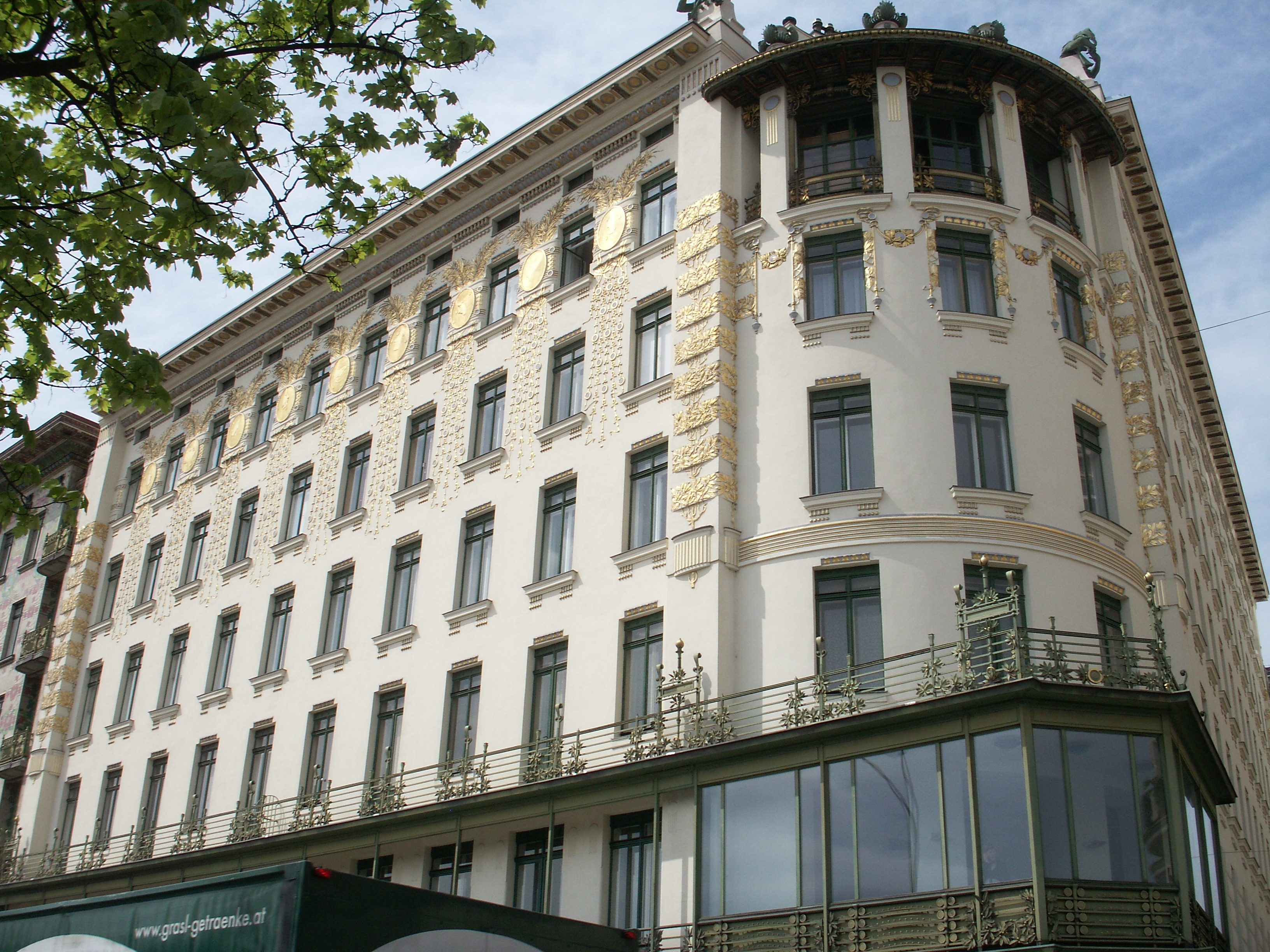
Wienzeile house of Otto Wagner.

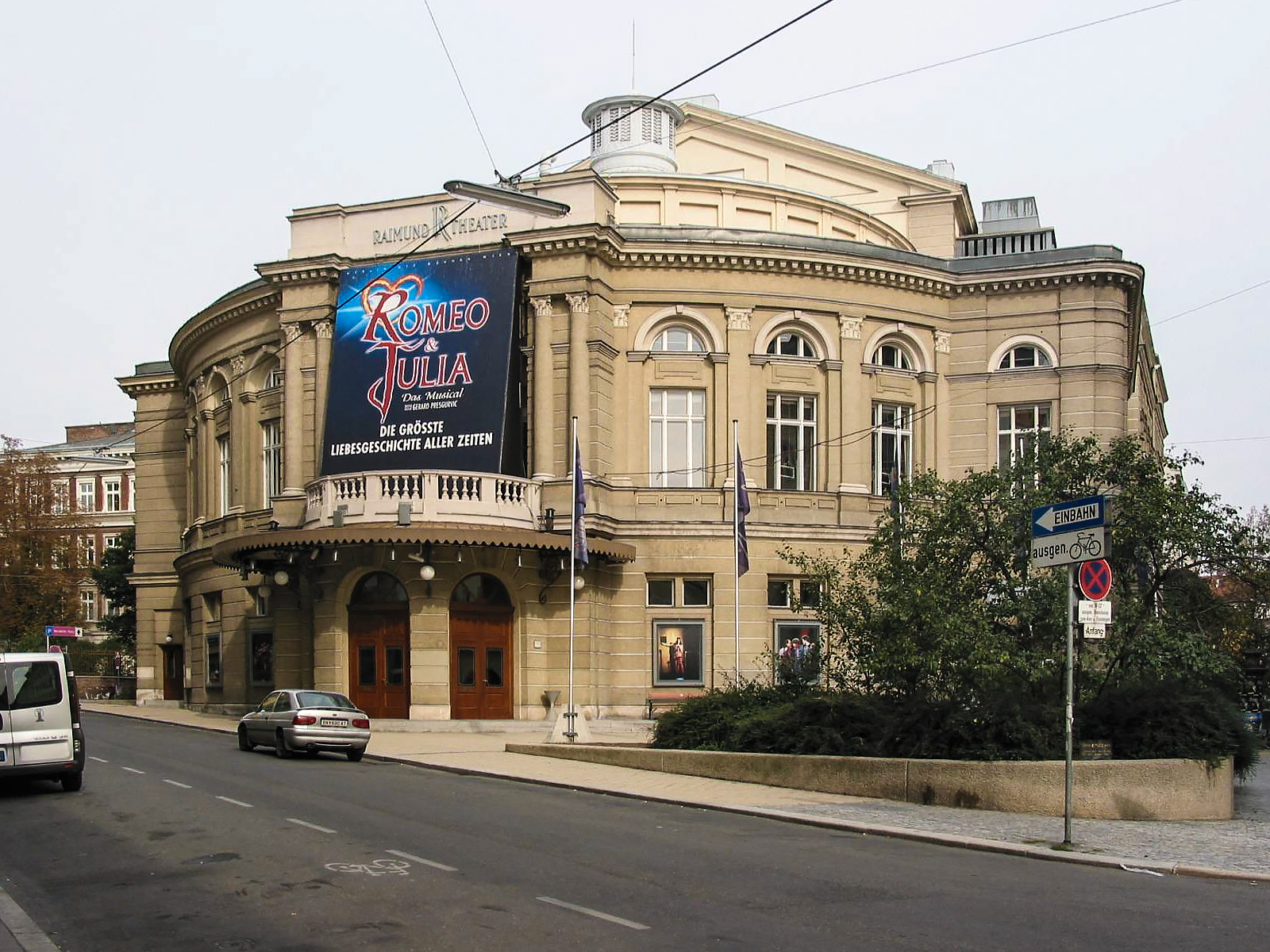
雷蒙德剧院

玛利亚希尔夫（Mariahilf）是奥地利首都维也纳的第六区，位于内城区西南侧，1850年成立。面积1.48平方公里，人口29523人。该区人口密集，有许多住宅楼宇。。自19世纪末以来，发展为重要的商业区，拥有该市主要的商业街玛利亚希尔夫大街。